# Świerki (wieś w województwie pomorskim)
Świerki (niem. Tanza) – wieś w Polsce, położona w województwie pomorskim, w powiecie malborskim, w gminie Nowy Staw, na obszarze Wielkich Żuław Malborskich. Świerki znajdowały się na szlaku Żuławskiej Kolei Dojazdowej.
Wieś królewska położona była w II połowie XVI wieku w województwie malborskim. W latach 1975–1998 miejscowość położona była w województwie elbląskim.

## Zabytki
Według rejestru zabytków NID na listę zabytków wpisane są:
- kościół parafialny pw. św. Bartłomieja, szachulcowy, 1798, nr rej.: A-813 z 17.11.1974
- dom podcieniowy nr 37, szach., 1744, k. XIX, nr rej.: A-818 z 17.11.1974.

W Świerkach istniały dwa kościoły. Pierwszym z nich był gotycki kościół parafialny pw. św. Anny, który istniał jeszcze w 1958 roku. Został doszczętnie ograbiony przez osadników. Część wyposażenia kościoła została odzyskana. W kościele w Kałdowie znajduje się ołtarz, dzwony, ambona, chrzcielnica i stacje drogi krzyżowej z Kościoła św. Anny. Po kościele parafialnym zachowała się brama prowadząca na stary, poniemiecki cmentarz katolicki, na którym zachowały się dwie stele mennonickie. W miejscu kościoła stoi duży drewniany krzyż. Cmentarz ten jest obecnie cmentarzem parafialnym.

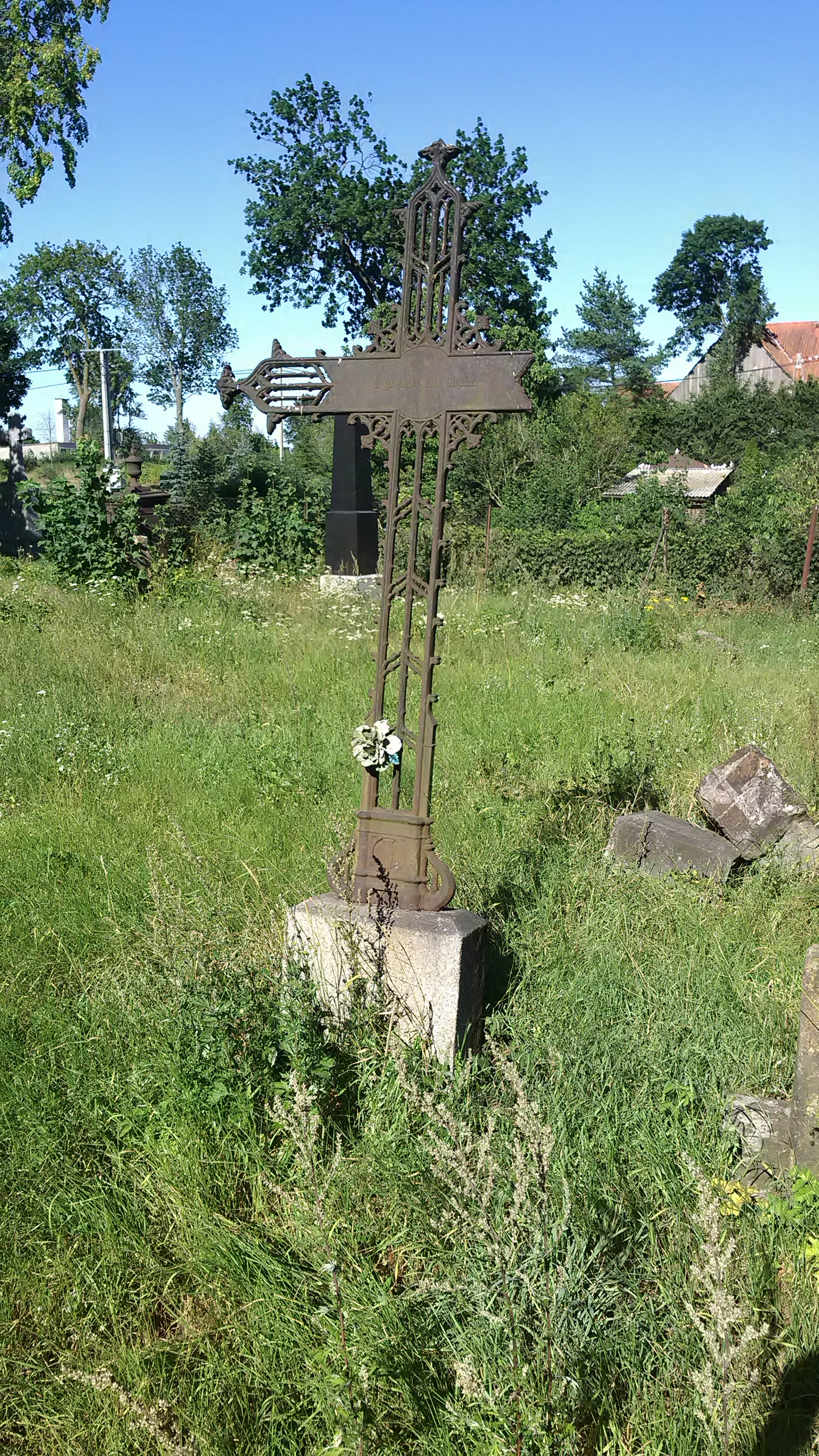
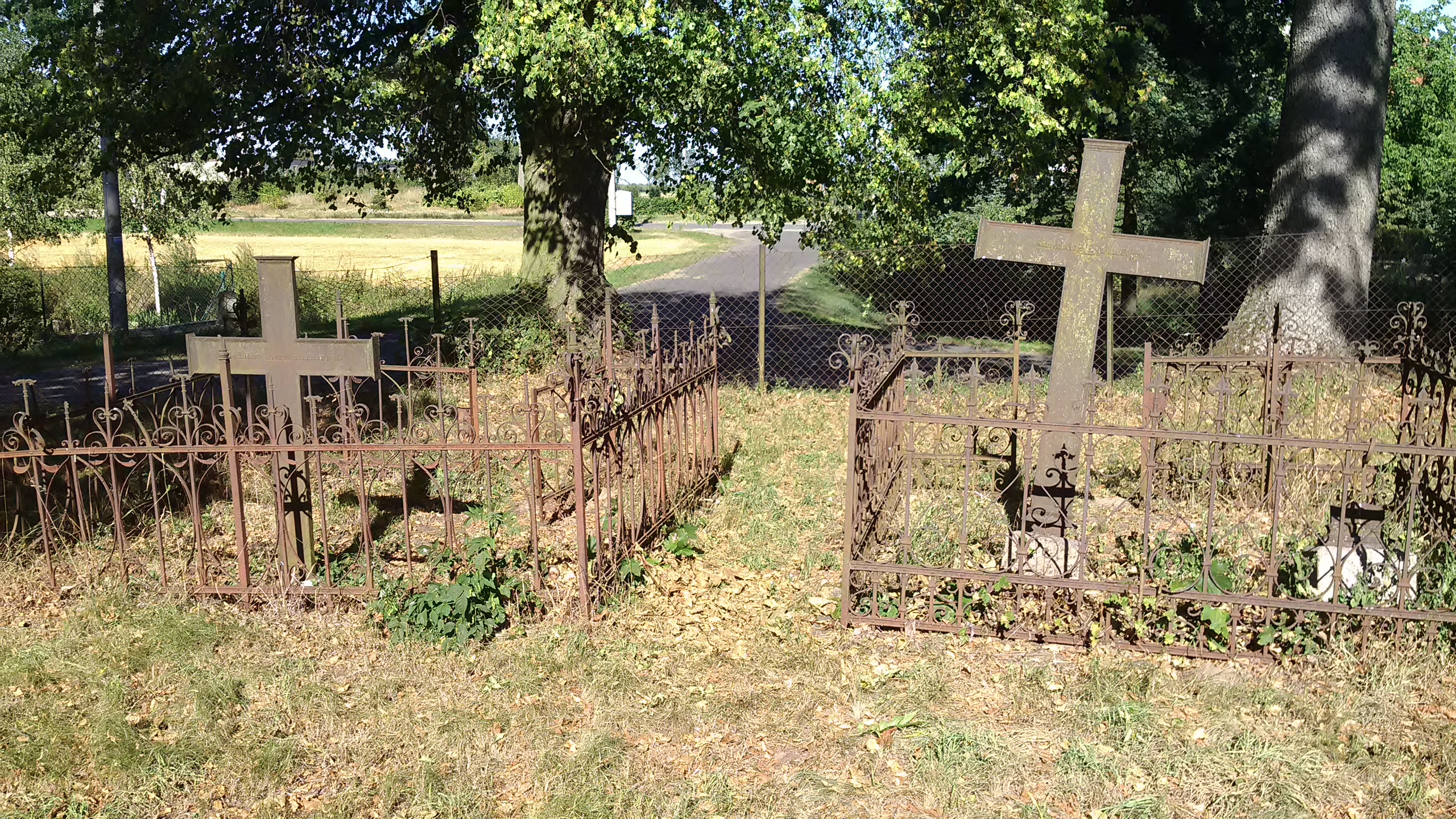
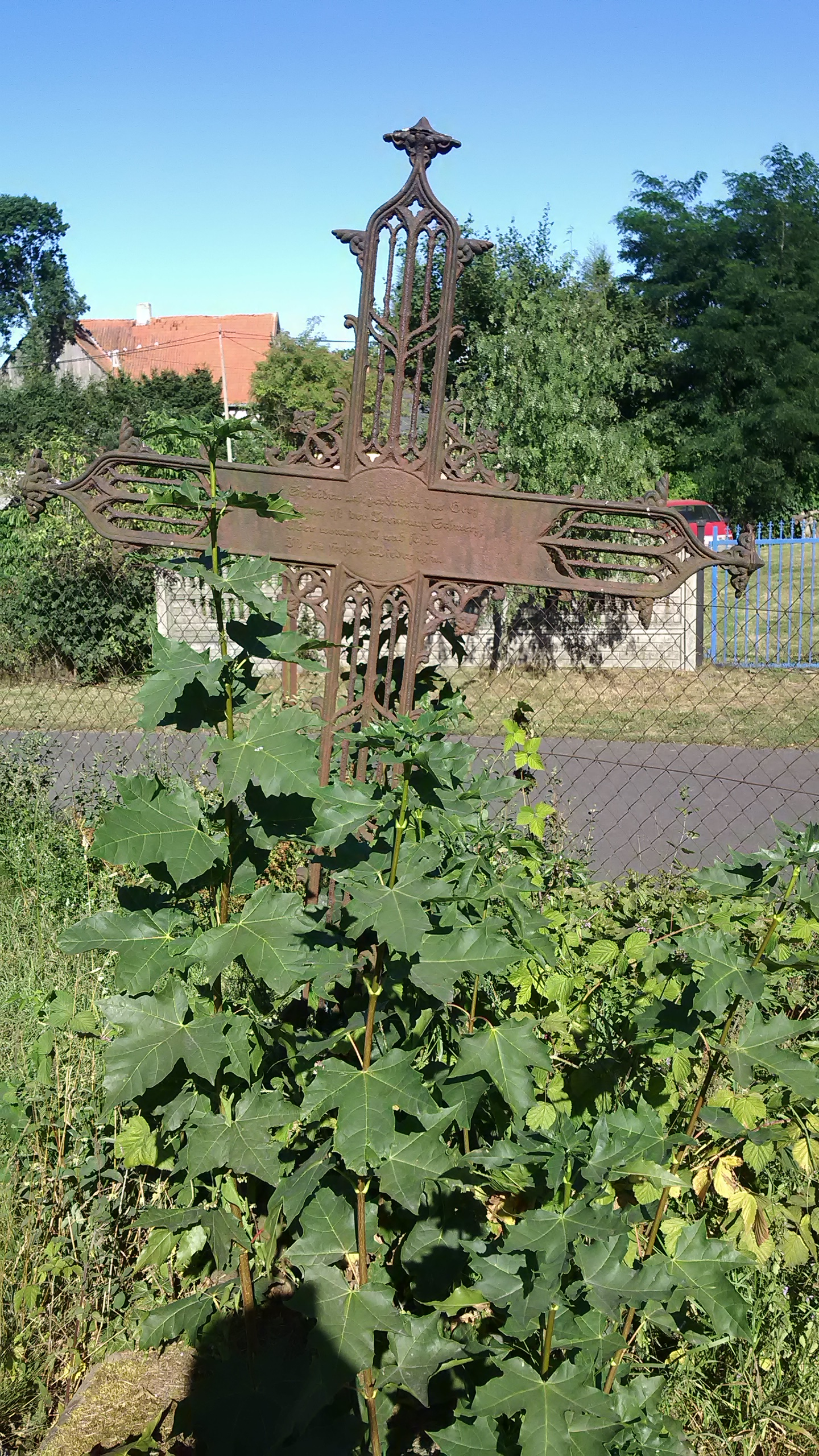

Drugim kościołem jest istniejący do dziś, pochodzący z 1798 roku poewangelicki kościół pw. św. Wojciecha, pełniący rolę kościoła parafialnego.
We wsi znajduje się kilka starych domów z XVIII (dom podcieniowy z 1744, siedmiosłupowy podcień rozebrano w 1955) i XIX wieku. Przed 1945 funkcjonował tu zajazd-gospoda O. Schatza.